# Masaya Tobari
Masaya Tobari (japanisch 戸張 雅也 Tobari Masaya; * 2. September 1997 der Präfektur Saitama) ist ein japanischer Fußballspieler.

## Karriere
Masaya Tobari erlernte das Fußballspielen in der Schulmannschaft der Jissen Gakuen High School sowie in der Universitätsmannschaft der Universität Saitama. Seinen ersten Vertrag unterschrieb er am 1. August 2020 in Taiwan beim Tainan City FC. Der Verein spielte in der ersten Liga, der Taiwan Football Premier League. Hier stand er bis Jahresende unter Vertrag. Von Januar 2021 bis Juli 2021 war er vertrags- und vereinslos. Am 1. August 2021 nahm ihn der mongolische Verein Khangarid FC unter Vertrag. Der Verein aus Erdenet spielte in der ersten Liga, der National Premier League. Im Februar 2022 zog er weiter nach Laos. Hier verpflichtete ihn der Erstligist Young Elephants FC aus Vientiane. Nach zwei Erstligaspielen wurde sein Vertrag im Mai 2022 wieder aufgelöst.